# 仙元誠三
仙元 誠三（せんげん せいぞう、1938年7月23日 - 2020年3月1日）は、日本の映画カメラマン、撮影監督。日本映画撮影監督協会（J.S.C.）賛助会員。

## 経歴
京都府出身。同志社大学中退。1958年8月1日、松竹に入社。松竹京都撮影所にて撮影助手を務める。1967年にフリーとなり、1969年の『新宿泥棒日記』で撮影監督としてデビュー。以来、主に村川透、澤井信一郎、工藤栄一、きうちかずひろらの監督作品を数多く手掛ける。特に照明技師の渡辺三雄とコンビを組む機会が多く、仙元ブルーと呼ばれる独特の色彩で個性を発揮した。
デビュー前はプロ野球選手を志しており、阪神タイガースの入団テストを受けた経歴を持つ。
2014年、平成26年度文化庁映画賞の功労賞を受賞した。
2015年11月からは山形県東置賜郡川西町に在住。
2020年3月1日、死去。81歳没。

## 主な撮影作品

### 劇場映画
- 新宿泥棒日記（1969年）
- 書を捨てよ町へ出よう（1971年）
- キャロル（1974年）
- キタキツネ物語（1978年）
- 最も危険な遊戯（1978年）
- 殺人遊戯（1978年）
- 処刑遊戯（1979年）
- 蘇える金狼（1979年）
- 白昼の死角（1979年）
- 薔薇の標的（1980年）
- 野獣死すべし（1980年）
- ヨコハマBJブルース（1981年）
- セーラー服と機関銃（1981年）
- 獣たちの熱い眠り（1981年）
- 野獣刑事（1982年）
- 汚れた英雄（1982年）
- 里見八犬伝（1983年）
- 探偵物語（1983年）
- 愛情物語（1984年）
- Wの悲劇（1984年）
- 早春物語（1985年）
- めぞん一刻（1986年）
- キャバレー（1986年）
- ア・ホーマンス（1986年）
- この愛の物語（1987年）
- 恋人たちの時刻（1987年）
- ラブ・ストーリーを君に（1988年）
- いこかもどろか（1988年）
- 愛と平成の色男（1989年）
- ウォータームーン（1989年）
- オルゴール（1989年）
- キッチン（1989年）
- ジュリエット・ゲーム（1989年）
- バカヤロー!3 へんな奴ら（1990年）
- 女がいちばん似合う職業（1990年）
- 福沢諭吉（1991年）
- 極道戦争 武闘派（1991年）
- 継承盃（1992年）
- 赤と黒の熱情（1992年）
- リング・リング・リング 涙のチャンピオンベルト（1993年）
- 免許がない!（1994年）
- BE-BOP-HIGHSCHOOL（1994年）
- あぶない刑事リターンズ（1996年）
- 極道の妻たち・決着〈けじめ〉（1997年）
- 義務と演技（1997年）
- 鉄と鉛STEEL&RED（1997年）
- あぶない刑事フォーエヴァー THE MOVIE（1998年）
- 共犯者（1999年）
- 侠道シリーズ（2000～2001年）
- 実録安藤組外伝 餓狼の掟(2002年）
- 凶気の桜（2002年）
- プレイガール（2003年）
- まだまだあぶない刑事（2005年）
- フライ,ダディ,フライ（2005年）
- TANNKA 短歌（2006年）
- 笑う警官（2009年）
- 行きずりの街（2010年）
- さらば あぶない刑事（2016年）

### TVドラマ
- 大都会 PARTII（NTV）
- 大都会 PARTIII（NTV）
- 探偵物語（NTV）
- 西部警察（EX）
- 大激闘マッドポリス'80（NTV）
- ザ・ハングマン（ABC）
- あぶない刑事（NTV）
- 勝手にしやがれヘイ!ブラザー（NTV）
- 西部警察 SPECIAL（EX）
- 白虎隊（EX）

## 著書
- 『キャメラを抱いて走れ!: 撮影監督 仙元誠三』（佐藤洋笑、山本俊輔との共著） 国書刊行会 (2022/6/24) ISBN 978-4336070333

## 受賞歴
- 1980年 第1回ヨコハマ映画祭：技術賞(撮影)『蘇える金狼』『白昼の死角』他[7]
- 1990年 第13回日本アカデミー賞：優秀撮影賞『愛と平成の色男』『オルゴール』『キッチン』『ジュリエット・ゲーム』